# ジェネリックプロダクト
ジェネリックプロダクトとは、意匠権の切れた家具などを権利を有していたメーカー以外が製造したレプリカである。特に著名なデザイナーが設計したデザイナーズ家具で多い。リプロダクト。

## 概要
ジェネリックとは「ブランドに囚われない」という意味であり多くは再現品であるが、オリジナル生産当時よりも現代的な優れた素材を使用したりカラーのバリエーション追加するメーカーもある。
デザイナーズ家具のジェネリックプロダクトは、イタリアにおいて1980年代から生産され始めたが、現代ではより賃金の安い国で製造することにより、オリジナルよりもはるかに低価格で販売されている。
意匠権が切れた製品の複製は合法であり、違法なコピー商品ではないが、家具などでも意匠権より保護期間が長い著作権が認められる場合もあり、認められない場合でもオリジナルと紛らわしい場合は不正競争防止法の問題が発生するため、ジェネリックプロダクトのメーカーではオリジナルと異なる名称で販売することが多い。